# Nueva Canción Chilena
La Nueva Canción Chilena è un movimento culturale e musicale sorto in Cile negli anni sessanta, improntato al recupero e alla rielaborazione del folklore latinoamericano e all'utilizzo della musica come arma di lotta e impegno sociale e politico.
I maggiori esponenti del movimento, che hanno contribuito a diffonderne la poesia e la musica del folklore sudamericano, sono considerati i musicisti Violeta Parra e Víctor Jara, e i gruppi Inti-Illimani e Quilapayún.

## Storia
La Nueva Canción Chilena è un genere strettamente connesso con i movimenti di sinistra sviluppatisi in Sud America durante gli anni sessanta in seguito alla Rivoluzione Cubana del 1959, che porta con sé obiettivi ideologici e istanze di rivendicazione sociale, sviluppate in seno all'ottimismo che il trionfo della rivoluzione di Fidel Castro e Che Guevara stimolarono nella sinistra sudamericana degli anni sessanta. La Nueva Canción Chilena ebbe perciò anche un ruolo politico ben preciso, quello di promuovere la consapevolezza nelle classi più povere della necessità di un cambiamento sociale.
La Nueva Canción Chilena nacque a metà degli anni sessanta, dalla volontà di una nuova generazione di musicisti tesi a recuperare e rielaborare le radici del folklore musicale sudamericano, con una forte componente identitaria. Alla base del movimento vi è l'opera della cantautrice Violeta Parra, morta suicida nel 1967, cui fu dedicato nel 1969 il Primo Festival della Nueva Canción Chilena, nell'ambito di un convegno organizzato dal giornalista Ricardo García e dall'Università Cattolica del Cile per esaminare la situazione musicale cilena.
Il motore principale da cui scaturì l'intero movimento fu la Peña de los Parra, peña folkloristica fondata nel 1965, all'interno della casa del pittore, poeta e cantante Juan Capra, dai figli di Violeta Parra, Ángel e Isabel, unitamente ai musicisti Patricio Manns e Rolando Alarcón, cui si unirà più tardi Víctor Jara. Da qui passarono i più importanti artisti della Nueva Canción Chilena e vi presero vita alcuni dei primi gruppi musicali come i Voces Andinas, con cui Patricio Manns avrebbe inciso l'album El sueño americano; il gruppo Huamarí di Santiago; Los de la Peña, che in seguito sarebbero divenuti Los Curacas. Dal 1968 la Peña de los Parra divenne anche un'etichetta discografica che promosse gli artisti del movimento pubblicando tra i primi album ascrivibili al genere, a partire da quelli di Isabel y Ángel Parra. L'etichetta veniva distribuita dalla DICAP (Discoteca del Cantar Popular) nata l'anno precedente, che fu il principale riferimento fonografico del movimento.
Molti degli artisti della Nueva Canción Chilena furono fortemente legati al Governo Allende e al movimento politico di Unidad Popular, che vinse le elezioni in Cile nel 1970, contribuendo fattivamente al successo elettorale di Salvador Allende. In seguito artisti e gruppi musicali divennero "ambasciatori culturali" del nuovo Cile nel mondo, mentre alcuni di loro ebbero incarichi all'interno del governo, come nel caso di Rolando Alarcón, nel 1972 nominato consigliere musicale del Ministero dell'Educazione. La Nueva Canción Chilena venne perciò profondamente segnata dal golpe di Pinochet dell'11 settembre 1973. Molti degli artisti facenti parte del movimento furono assassinati dai miliari golpisti, Jara venne imprigionato e ucciso pochi giorni dopo il colpo di stato, mentre molti altri artisti furono costretti all'esilio, come Patricio Manns, Isabel e Ángel Parra, Charo Cofré, gli Inti Illimani e i Quilapayún, rimasti a lungo tra la Francia e l'Italia, dove trovarono nuovi stimoli che li portarono a sperimentare, contaminando la propria musica con altri generi musicali.
Con il regime militare fu anche soppressa l'etichetta che pubblicava i dischi di quasi tutti i musicisti della Nueva Canción, la DICAP, e molti master delle loro registrazioni andarono così distrutti. Conseguentemente ebbe fine anche la Peña de los Parra e il lavoro di tutti gli artisti proseguì in esilio contribuendo a diffondere nel mondo la loro musica e la protesta nei confronti del regime totalitario di Pinochet.
Con la fine del regime militare la quasi totalità degli artisti esuli fece ritorno in patria, rivitalizzando la musica del paese e continuando la propria opera con nuove incisioni discografiche, concerti e apparizioni televisive, tese a recuperare la storia perduta del paese.

## Temi
Nella Nueva Canción Chilena si ritrovano principalmente temi storici, sociali e di protesta, con riferimenti alla repressione militare, alla disuguaglianza sociale, agli interessi economici delle multinazionali e in particolare dell'imperialismo nordamericano, teso a sfruttare economicamente i paesi latinoamericani.
I testi delle canzoni vedono il coinvolgimento o l'impiego di lavori di importanti poeti sudamericani, come ad esempio Pablo Neruda, i cui lavori troviamo sviluppati in album di Isabel y Ángel Parra, Arpacoa e Inti-Illimni tra gli altri. È altresì presente un forte recupero delle sonorità e degli strumenti musicali tipici della tradizione degli indios e della musica andina, i cui temi e sonorità sono diventati parte integrante del repertorio di molti dei loro artisti come ad esempio nel caso degli Inti-Illimani, dei Quilapayún, de Los Calchakis o degli Illapu.

## Strumenti musicali
Nei propositi della Nueva Canción Chilena vi è lo studio e il recupero della musica folkloristica sudamericana, cilena e non solo, dato che sono frequenti i temi appartenenti alla musica andina. Contestualmente il genere punta anche al recupero e riutilizzo degli strumenti tipici di questo genere, rifiutando in origine ogni compromesso con la strumentazione più prettamente pop e rock, quale rifiuto delle influenze della musica di provenienza nordamericana.
Strumenti utilizzati in quest'ambito sono quindi ad esempio: la chitarra folk, il charango, la quena, la zampoña, il cuatro, il tiple, il guitarrón cileno (che differisce da quello messicano), il bombo, ecc. 
Tra gli anni ottanta e novanta i musicisti e in particolare i gruppi di questo genere, come Quilapayún e Inti-Illimani, hanno cominciato a introdurre nel genere anche una strumentazione classica e strumentazione elettrica di provenienza jazzistica, pop o rock, come ad esempio il contrabbasso o la batteria, oltre a strumenti provenienti da altre tradizioni musicali di ambito folk. 

## Influenze
La Nueva Canción Chilena ebbe una grande influenza nella musica e nella ricerca folk di tutto il continente sudamericano e non solo. A esso si deve la nascita a Cuba della Nueva Trova Cubana, che germogliò in particolare con il gruppo Manguaré, o in Messico dove si svilupparono gruppi di ricerca come Los Folkloristas, il cui studio è rivolto alla musica dell'interno continente. 
In Argentina la Nueva Canción generò una considerevole quantità di importanti cantautori quali ad esempio Horacio Guarnì, Facundo Cabral, Alberto Cortez, Atahualpa Yupanqui e quella che viene considerata l'ambasciatrice della Nueva Canción latinoamericana, ovvero la cantante Mercedes Sosa.
In Uruguay la Nueva Canción ha come esponenti di spicco Alfredo Zitarrosa, la cui poetica fedele alla tradizione è legata al folklore ricercato delle radici popolari, e Daniel Viglietti, la cui poetica più moderna è molto vicina a l cosiddetto Canto Nuevo. Nell'opera di entrambi è comunque presente anche una forte componente patriottica, volta all'emancipazione del proprio paese.
L'opera di Violeta Parra e degli altri artisti alla base della nascita del movimento, influenzarono moltissimo la nascita della ricerca retrospettiva della musica folk in altri paesi. Si pensi ad esempio in Italia all'opera svolta dalla musicista Luisa Ronchini, che, così come fatto da Violeta Parra in Cile, girovagò per la campagna del Nord Italia con un registratore per salvare tracce della musica popolare contadina italiana, per poterla riproporre attraverso le proprie incisioni fonografiche e gli spettacoli dal vivo.